# Joseph Maria von Radowitz
Joseph Maria von Radowitz (Francoforte sul Meno, 19 maggio 1839 – Berlino, 15 gennaio 1912) è stato un diplomatico e politico tedesco.

## Biografia
Joseph Von Radowitz, figlio del generale Joseph von Radowitz, Primo Ministro del Regno di Prussia, discendeva da una nobile famiglia ungherese cattolica, nota fin dal XIII secolo. Studiò al Ginnasio Reale di Erfurt e diritto internazionale a Bonn e Berlino, militando nel Corps Borussia Bonn, del quale fecero parte anche Herbert Georg zu Münster, Georg von Erde, Karl von Lehndorff, Federico Carlo di Prussia, Botho zu Eulenburg, Petru Carp, Hugo von Lerchenfeld-Köfering, Herbert von Bismarck, Wilhelm von Bismarck e Gustav Gotthilf Winkel.
Radowitz intraprese la carriera diplomatica e fece parte delle legazioni prussiane a Costantinopoli, in Cina e in Giappone; dal 1864 fu console a Shanghai; nel 1865 venne nominato ambasciatore a Parigi e durante la guerra franco-prussiana fu capitano in un reggimento di ussari comandato dal principe Federico Carlo di Prussia; nel 1870 si occupò di una missione diplomatica in Baviera e poi in Romania, presiedendo la commissione europea per i paesi del Danubio e lavorò perché la corona rumena toccasse al principe Carlo di Hohenzollern-Sigmaringen, lontano parente cattolico dell'imperatore tedesco.
Fece parte del duraturo Governo Bismarck come Ministro degli Esteri dal 1879 al 1880; si occupò di numerose missioni diplomatiche nelle nazioni balcaniche, come in Grecia; fu poi ambasciatore a San Pietroburgo, inaugurando la Realpolitik di Bismarck in Russia, operando perché la Germania oppure la sua alleata Austria-Ungheria avesse il predominio sui Balcani in opposizione all'espansionismo russo: infatti la lotta tra l'espansionismo russo e quello tedesco\austro-ungarico portarono alla guerra dei Balcani e poi alla Prima Guerra Mondiale; von Radowitz si operò anche perché la Germania estendesse la sua influenza sul resto dell'Europa, inaugurando il Congresso di Berlino del 1878.
Dall'estate del 1880 ricoprì nuovamente l'incarico di ambasciatore a Parigi, e poi dal 1882 al 1892 quello di ambasciatore a Madrid, succedendo a Eberhardt zu Solms-Sonnewalde; nel 1906 partecipò alla Conferenza di Algeciras.